# Ilary Blasi

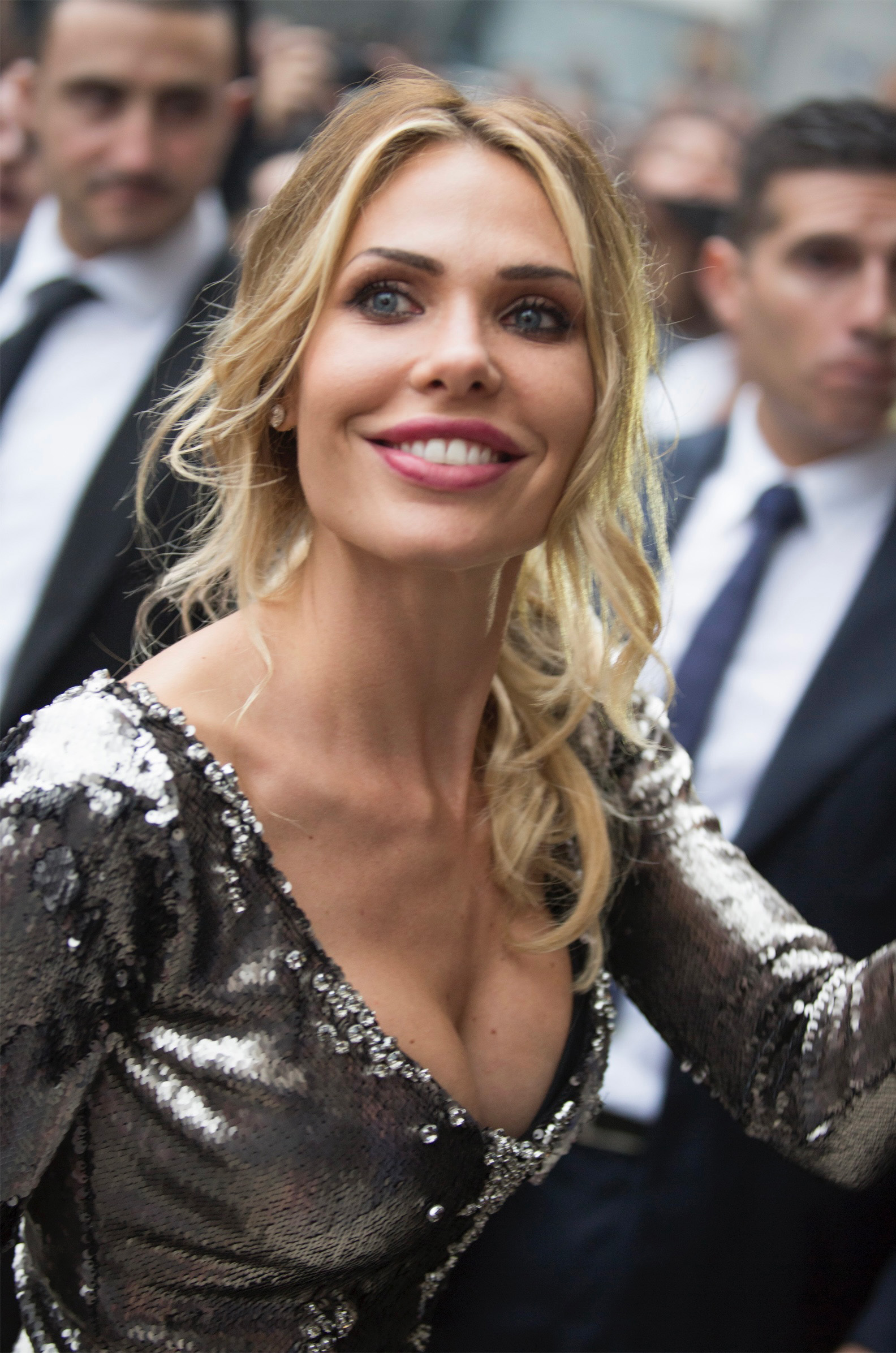
Ilary Blasi

Ilary Blasi (Rome, 28 april 1981) is een Italiaans fotomodel en televisiepresentatrice.
Blasi begon als fotomodel, om vervolgens reclamewerk te gaan doen. Hierna zocht ze haar geluk in de wereld van de showbizz en werd Blasi een Letterina, Italiaanse showgirl. Tegenwoordig is Ilary Blasi televisiepresentatrice.
In juni 2005 trouwde Ilary Blasi met profvoetballer Francesco Totti van AS Roma in de Santa Maria in Aracoeli op het Capitool in Rome. Op 6 november 2005 werd hun zoon geboren. Op 13 mei 2007 schonk Ilary Blasi het leven aan een dochter en op 10 maart 2016 aan nog een dochter. 
Op 11 juli 2022 werd bekendgemaakt dat Totti en Blasi uit elkaar waren. Ilary had een relatie met de Duitser Bastian Müller na haar scheiding van haar ex-man Francesco Totti.

## Televisieprogramma's
- La sai l'ultima? (1999)
- Passaparola (2001-2003)
- Top of the Pops - (2003)
- Che tempo che fa - (2003-2004)
- CD: Live - (2004-2005)
- Festival di Sanremo 2006 (2006)
- Festivalbar 2006 (2006)
- Le Iene (Dal 2007)
- Mai dire Candid (Dal 2007)